# Ivan Kristan
Ivan Kristan (ur. 12 czerwca 1930 w m. Arnovo selo, zm. 16 września 2023) – słoweński prawnik, polityk i nauczyciel akademicki, profesor Uniwersytetu Lublańskiego i rektor tej uczelni w latach  polityk i przedsiębiorca, parlamentarzysta, w latach 1992–1997 przewodniczący Rady Państwa.

## Życiorys
W 1951 ukończył szkołę średnią w Brežicach, a w 1957 studia prawnicze na Uniwersytecie Lublańskim. Na tej samej uczelni doktoryzował się z prawa w 1965. W trakcie studiów pracował jako dziennikarz. Od 1958 był zatrudniony w federacji związków zawodowych Słowenii, pełnił funkcję sekretarza okręgowej rady związków zawodowych w Kranju. W 1967 został nauczycielem akademickim na Uniwersytecie Lublańskim, w 1977 doszedł do stanowiska profesora prawa konstytucyjnego. Autor licznych publikacji naukowych, w pracy naukowej zajmował się zagadnieniami koncepcji federalizmu oraz problematyką parlamentaryzmu. Pełnił funkcję dziekana wydziału prawa Uniwersytetu Lublańskiego (1981–1985), od 1985 do 1987 zajmował stanowisko rektora tej uczelni.
W latach 1987–1991 był sędzią Sądu Konstytucyjnego SFRJ. W sądzie tym w 1990 doprowadził do niewydania orzeczenia przeciwko prawu plebiscytowemu, co ułatwiło przeprowadzenie w grudniu tegoż roku referendum niepodległościowego w Słowenii. W 1991 udało mu się zablokować wszczęcie przez Sąd Konstytucyjny postępowania w sprawie oceny konstytucyjności decyzji władz SFRJ o wycofaniu armii jugosłowiańskiej ze Słowenii.
Od grudnia 1992 do grudnia 1997 był pierwszym przewodniczącym izby wyższej słoweńskiego parlamentu. W 1998 przeszedł na emeryturę, w 2003 otrzymał honorową profesurę Uniwersytetu Lublańskiego. Występował jako ekspert oskarżenia w procesie przeciwko Slobodanowi Miloševiciowi przed Międzynarodowym Trybunałem Karnym dla byłej Jugosławii.